# Grantray-Lawrence Animation
Grantray-Lawrence Animation foi um estúdio canadense de animação ativo entre 1954 e 1967, fundado por Grant Simmons, Ray Patterson e Robert Lawrence.
A empresa produziu várias séries de animação de baixo orçamento para a televisão, até falir em 1967.
No Brasil, a principal produção pela qual a empresa é conhecida são os famosos desenhos desanimados com personagens da Marvel Comics, cujas aberturas tiveram letras em português criadas por Abdon Torres, e dublagem dos estúdios Rio-Som 
Algumas de suas produções:
- Max, the 2000-Year-Old Mouse
- Professor Kitzel
- Marvel Super Heroes Show
- Homem Aranha (1967)

A canção-tema da série do Homem-Aranha até hoje é parodiada e gravada. Uma das últimas "homenagens" foi uma paródia no filme "The Simpsons Movie" (2007).